# Nenana (Alaska)
Pour les articles homonymes, voir Nenana.
Nenana est une ville d'Alaska, ancien camp Athabaskan, situé au confluent de la Nenana et de la Tanana, à 65 miles de Fairbanks, sur la George Parks Highway, ainsi qu'au mile 412 de l'Alaska Railroad. Il fait partie de la  Région de recensement de Yukon-Koyukuk.

## Histoire
Nenana, dont le nom signifie en Athabaskan campement entre les rivières était un tout petit port de commerce, dont la population s'est mise à croître rapidement dans les années 1920 avec la construction de l'Alaska Railroad. Il compta alors environ 5 000 habitants (contre 450 en 2008).
C'est à Nenana que s'effectuaient les transferts entre les bateaux à vapeur qui descendaient le Yukon, et le transport ferroviaire.
Le 15 juillet 1923, le président Harding enfonça une petite cheville en or dans le dernier rail de l'Alaska Railroad enfin de marquer solennellement l'achèvement de ce tronçon de ligne. En 1985, l'état d'Alaska a racheté cette ligne au gouvernement fédéral auquel elle était la seule à appartenir.
Lors de l'hiver de 1925, lorsqu'une épidémie de diphtérie frappa le village isolé de Nome, en Alaska, un relais d'attelages parvint à livrer un sérum essentiel depuis Nenana après une course de plus de 1 000 km.
Actuellement, Nenana est un village orienté vers le tourisme, sur la route entre le parc national Denali et Fairbanks.

## Curiosités

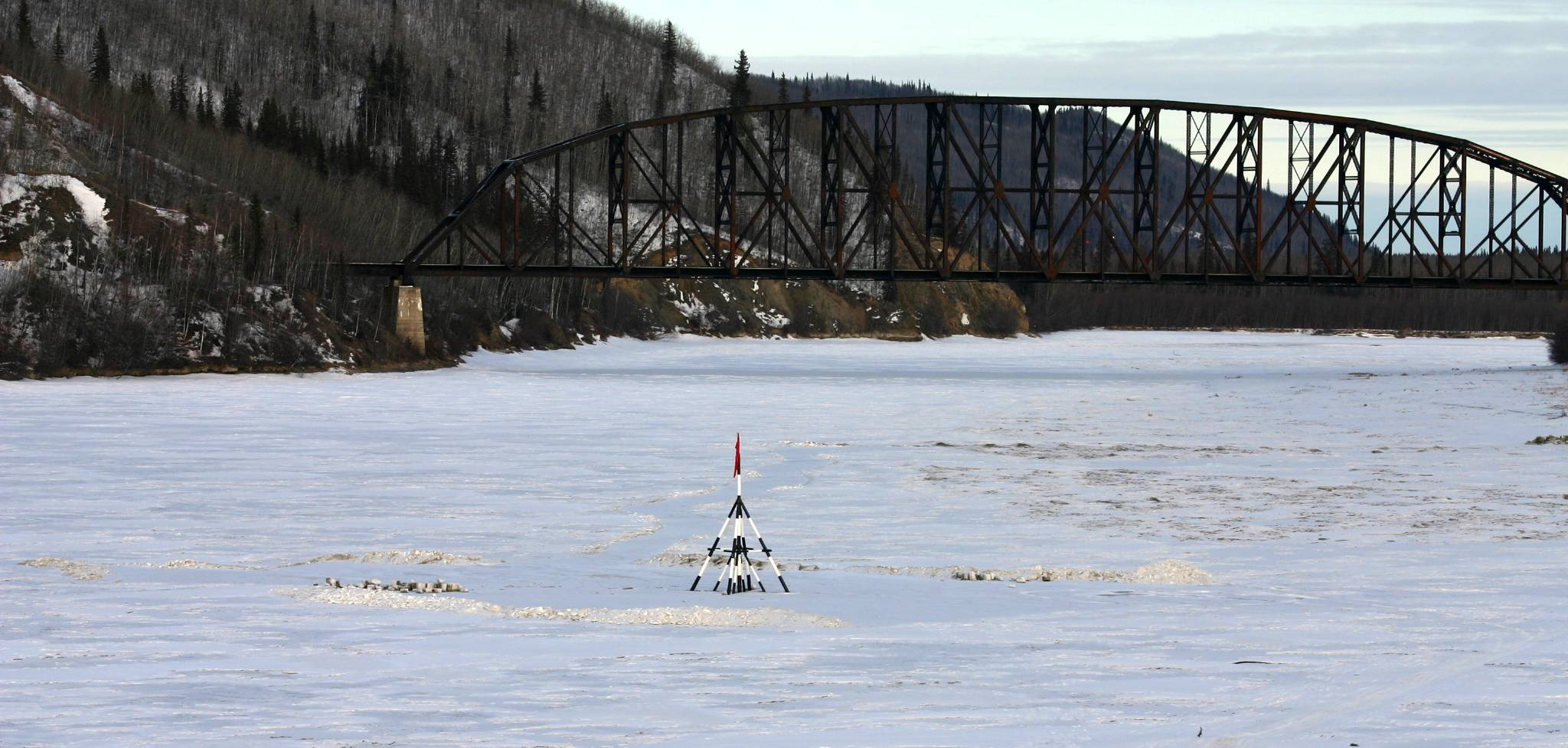
le trépied sur la Nenana river

- Le musée Alaska State Railroad Museum : située dans la gare, il abrite des souvenirs et des objets datant de l'histoire de la ligne de chemin de fer et les témoignages de l'époque de sa construction.
- Nenana Ice Classic : chaque année, au retour du printemps, d'importants paris sont pris sur la date exacte et précise où la glace se rompra sur la rivière Tanana. Pour déterminer à la minute près ce moment, un trépied est installé sur la glace, relié à une cloche par une corde, le mouvement du trépied à cause de la fonte de la glace indique le jour et l'heure de l'événement, qui se déroule habituellement entre le 20 avril et le 20 mai.

## Démographie
| 1910 | 1920 | 1930 | 1940 | 1950 | 1960 |
| ---- | ---- | ---- | ---- | ---- | ---- |
| 190  | 634  | 291  | 231  | 242  | 286  |

| 1970 | 1980 | 1990 | 2000 | 2010 | - |
| ---- | ---- | ---- | ---- | ---- | - |
| 382  | 470  | 393  | 402  | 378  | - |

## Sources
- Le grand guide de l'Alaska - Gallimard - 2000 -  (ISBN 2-07-059113-1)
- L'Alaska et le Yukon - Jacques Klein -  (ISBN 978-2-907629-76-8)
- (en) CIS